# Шарнірна черепаха амбоїнська
Шарнірна черепаха амбоїнська (Cuora amboinensis) — вид черепах з роду Шарнірна черепаха родини Азійські прісноводні черепахи. Має 4 підвиди. Отримала назву від острова Амбоїн в Індонезії.

## Опис
Загальна довжина досягає 20 см. Голова витягнута. Шия помірного розміру. Панцир сильно опуклий, майже як у сухопутних черепах. На карапаксі розташовані поздовжні кілі у кількості до 3. З віком вони стають все більше. Лапи мають досить потужні кігті.
Голова зверху бура і прикрашена надбрівними яскраво—жовтими смужками, а низ голови і шиї жовтий. Панцир зверху темно—бурого кольору. Пластрон жовтуватий з темними плямами. Лапи коричневі.

## Спосіб життя
Полюбляє ставки, болота, залиті водою рисові поля. Це досить територіальна тварина, веде спосіб життя одинака. Харчується комахами, молюсками, рибою, падлом.
Самки відкладають від 2 до 5 великих яєць довжиною близько 4 см.
Тривалість життя до 40 років.

## Розповсюдження
Мешкає на Нікобарських островах, Ассамі (Індія), Бангладеш, М'янмі, Таїланді, Камбоджі, В'єтнамі, західній Малайзії, Сінгапурі, на Філіппінах, в Індонезії.

## Підвиди
- Cuora amboinensis amboinensis
- Cuora amboinensis couro
- Cuora amboinensis kamaroma
- Cuora amboinensis lineata